# Узбекистан на зимних Олимпийских играх 2018
Узбекистан на зимних Олимпийских играх 2018 года был представлен 2 спортсменами в 2 видах спорта.

## Состав сборной
Горнолыжный спорт
1. Комилжон Тухтаев

 Фигурное катание
1. Миша Ге

## Результаты соревнований

### Коньковые виды спорта

#### Фигурное катание
Большинство олимпийских лицензий на Игры 2018 года были распределены по результатам выступления спортсменов в рамках чемпионата мира 2017 года. По его итогам сборная Узбекистана завоевала одну лицензию в мужском одиночном катании, что стало возможным благодаря двенадцатому месту Миши Ге.
| Соревнование              | Спортсмены | Короткая программа | Короткая программа | Произвольная программа | Произвольная программа | Всего        | Всего |
| Соревнование              | Спортсмены | Сумма баллов       | Место              | Сумма баллов           | Место                  | Сумма баллов | Место |
| ------------------------- | ---------- | ------------------ | ------------------ | ---------------------- | ---------------------- | ------------ | ----- |
| мужское одиночное катание | Миша Ге    | 83,90              | 14 Q               | 161,04                 | 17                     | 244,94       | 17    |

### Лыжные виды спорта

#### Горнолыжный спорт
Квалификация спортсменов для участия в Олимпийских играх осуществлялась на основании специального квалификационного рейтинга FIS по состоянию на 21 января 2018 года. При этом НОК для участия в Олимпийских играх мог выбрать только того спортсмена, который вошёл в топ-500 олимпийского рейтинга в своей дисциплине, и при этом имел определённое количество очков, согласно квалификационной таблице. Страны, не имеющие участников в числе 500 сильнейших спортсменов, могли претендовать только на квоты категории «B» в технических дисциплинах. По итогам квалификационного отбора сборная Узбекистана завоевала олимпийскую лицензию категории «B» в мужских соревнованиях, благодаря успешным выступлениям Комилжона Тухтаева.
Мужчины
| Соревнование      | Спортсмены       | Скоростной спуск/ 1 спуск | Скоростной спуск/ 1 спуск | Слалом/ 2 спуск      | Слалом/ 2 спуск      | Всего                | Место                | Отставание           |
| Соревнование      | Спортсмены       | Время                     | Место                     | Время                | Место                | Всего                | Место                | Отставание           |
| ----------------- | ---------------- | ------------------------- | ------------------------- | -------------------- | -------------------- | -------------------- | -------------------- | -------------------- |
| слалом            | Комилжон Тухтаев | DNF                       | DNF                       | завершил выступление | завершил выступление | завершил выступление | завершил выступление | завершил выступление |
| гигантский слалом | Комилжон Тухтаев | 1:17,72                   | 60                        | 1:18,27              | 58                   | 2:35,99              | 52                   | +17,95               |